# Сапего, Михаил Геннадьевич
Михаил Геннадьевич Сапего (род. 1962, Ленинград) — российский поэт и издатель. Основатель независимого издательства «Красный матрос».
Отец, Геннадий Михайлович (1938—2007) — профессиональный моряк, окончил ЛАУ, механик, первый помощник капитана. Мать, Ирина Александровна (род. 1938) — инженер-программист (ЛИАП).
- В 1979 г. окончил 395 школу, города Ленинграда.
- 1979—1985 г. Обучение на факультете судовождения в Ленинградском высшем инженерном морском училище имени адмирала С. О. Макарова ( Государственная морская академия имени адмирала С. О. Макарова )
- 1983—1984 г. Работал рулевым матросом на Севморпути
- 1985—2001 г. Работал оператором газовой котельной, сантехником, сторожем, дворником, торговцем на рынке и пр.
- 1976 г. Начал писать стихи.
- 1982 г. Знакомство и начало творческой дружбы с поэтом, музыкантом и композитором  Андреем Вершининым.
- 1984 г. Знакомство с БГ ( Борис Гребенщиков).
- 12 декабря 1984 года — организация и проведение первого и единственного концерта БГ и Тита (Александр Титов) в «Макаровке» ЛВИМУ, повлекшие за собой трёхлетнее сотрудничество на ниве проведения «квартирников» (домашних концертов) вплоть до 6 ноября 1987 года — концерт на Чёрной речке БГ, Тит и Рюша Андрей Решетин.
- 26 марта 1986 года — знакомство и начало многолетней дружбы с Митей (Дмитрий Шагин) и художниками группы «Митьки».
- 1988—1992 — первые публикации в ленинградских газетах «Ленинградский университет», «Смена», «Вечерний Ленинград» (Вечерний Петербург), в газете «ZZZ» (Таллин, Эстония), журнале «Аврора», альманахе «Стрелец» (Франция, США), «Митьки — газета» и др.
- 1989 г. Участие в съёмках митьковского художественного.фильма «Город» (реж. Александр Юрьевич Бурцев).

## Награды и премии
- премия Петрополь за вклад в культуру Санкт-Петербурга (2007)
- премия Нонконформизм (2012)
- 2017 г. — Медаль Союза писателей России «В ПАМЯТЬ 100-летия ВЕЛИКОЙ ВОЙНЫ» — за верность патриотическим традициям в творчестве